# João Adolfo II, Duque de Saxe-Weissenfels
O duque João Adolfo II de Saxe-Weissenfels (4 de Setembro de 1685 - 16 de Maio de 1746) foi o último duque de Saxe-Weissenfels-Querfurt e membro da Casa de Wettin. Era também comandante do exército da Saxónia.
João Adolfo era o mais novo de vinte filhos do duque João Adolfo I de Saxe-Weissenfels e da duquesa Joana Madalena de Saxe-Altemburgo. A sua mãe morreu cinco meses depois do seu nascimento a 22 de Janeiro de 1686.

## Biografia
Durante a Guerra de Sucessão Polaca, João Adolfo liderou as tropas da Saxónia na Polónia (em Outubro de 1733). Durante os três anos que se seguiram, o exército da Saxónia permaneceu principalmente no sul da Polónia até à coroação do príncipe-eleitor Frederico Augusto II como rei da Polónia após a derrota de Estanislau I da Polônia, o candidato rival ao trono polaco. Nesse mesmo ano, João Adolfo herdou o ducado de Saxe-Weissenfels quando o seu irmão Cristiano morreu sem deixar descendentes.
Durante a Segunda Guerra da Silésia, as tropas prussianas atravessaram a fronteira da Saxónia, por isso, juntamente com a Áustria, a Saxónia declarou guerra à Prússia. As tropas da Saxónia planearam bloquear as tropas prussianas no norte da Silésia enquanto as tropas austríacas avançavam para sul. Mas em Junho de 1745, foram derrotados na Batalha de Hohenfriedberg. João Adolfo planeou uma nova campanha ofensiva em Setembro de 1745, mas mudou de ideias duas semanas depois. Por causa disso, foi retirado do seu posto de comandante-em-chefe e substituído pelo conde Frederick August Rutowski, um meio-irmão ilegitimo do rei-eleitor.
Após a Batalha de Kesseldorf, o príncipe-eleitor retirou o seu meio-irmão da posição de comandante-em-chefe e voltou a oferecer o posto a João Adolfo que voltou a assumir os seus deveres de comandante a 1 de Dezembro de 1745. Foi também nomeado chefe do governo da Saxónia durante a ausência do príncipe-eleitor e do ministro Heinrich von Brühl.
João Adolfo retirou-se com as tropas da Saxónia para a Boémia. Cinco meses depois, sofreu um ataque cardíaco e morreu com sessenta-e-um anos de idade.

## Casamentos e Descendência
João Adolfo casou-se pela primeira vez em Eisenach a 9 de Maio de 1721 com a duquesa Joaneta Antonieta de Saxe-Eisenach. Tiveram um filho:
1. Frederico João de Saxe-Eisenach (26 de Maio de 1722 - 10 de Julho de 1724), morreu aos dois anos de idade.

Joaneta morreu a 13 de Abril de 1728.
No dia 27 de Novembro de 1734, João Adolfo voltou a casar-se, desta vez com a duquesa Frederica de Saxe-Gota-Altemburgo. Tiveram cinco filhos:
1. Carlos Frederico de Saxe-Weissenfels (7 de Junho de 1736 - 24 de Março de 1737),  morreu aos nove meses de idade.
2. João Adolfo de Saxe-Weissenfels  (27 de Junho de 1738 - 21 de Outubro de 1738), morreu aos três meses de idade.
3. Augusto Adolfo de Saxe-Weissenfels  (6 de Junho de 1739 - 7 de Junho de 1740), morreu com um ano de idade.
4. João Jorge de Saxe-Weissenfels  (17 de Maio de 1740 - 10 de Julho de 1740), morreu com quase dois meses de idade.
5. Frederica Adolfina de Saxe-Weissenfels (27 de Dezembro de 1741 - 4 de Julho de 1751), morreu aos nove anos de idade.

João Adolfo foi o último membro da linha de Saxe-Weissenfels-Querfurt. Quando morreu sem deixar descendentes vivos, as suas terras voltaram ao Eleitorado da Saxónia ao qual tinham sido retiradas em 1657 devido aos termos do testamento do príncipe-eleitor João Jorge I.

## Genealogia
| João Adolfo II de Saxe-Weissenfels | Pai: João Adolfo I, Duque de Saxe-Weissenfels | Avô paterno: Augusto de Saxe-Weissenfels                      | Bisavô paterno: João Jorge I, Eleitor da Saxônia            |
| João Adolfo II de Saxe-Weissenfels | Pai: João Adolfo I, Duque de Saxe-Weissenfels | Avô paterno: Augusto de Saxe-Weissenfels                      | Bisavó paterna: Madalena Sibila da Prússia                  |
| João Adolfo II de Saxe-Weissenfels | Pai: João Adolfo I, Duque de Saxe-Weissenfels | Avó paterna: Ana Maria de Mecklemburgo-Schwerin               | Bisavô paterno: Adolfo Frederico I, Duque de Mecklemburgo   |
| João Adolfo II de Saxe-Weissenfels | Pai: João Adolfo I, Duque de Saxe-Weissenfels | Avó paterna: Ana Maria de Mecklemburgo-Schwerin               | Bisavó paterna: Ana Maria da Frísia Oriental                |
| João Adolfo II de Saxe-Weissenfels | Mãe: Joana Madalena de Saxe-Altemburgo        | Avô materno: Frederico Guilherme II, Duque de Saxe-Altemburgo | Bisavô materno: Frederico Guilherme I, Duque de Saxe-Weimar |
| João Adolfo II de Saxe-Weissenfels | Mãe: Joana Madalena de Saxe-Altemburgo        | Avô materno: Frederico Guilherme II, Duque de Saxe-Altemburgo | Bisavó materna: Ana Maria do Palatinado-Neuburgo            |
| João Adolfo II de Saxe-Weissenfels | Mãe: Joana Madalena de Saxe-Altemburgo        | Avó materna: Madalena Sibila da Saxónia                       | Bisavô materno: João Jorge I, Eleitor da Saxónia            |
| João Adolfo II de Saxe-Weissenfels | Mãe: Joana Madalena de Saxe-Altemburgo        | Avó materna: Madalena Sibila da Saxónia                       | Bisavó materna: Madalena Sibila da Prússia                  |